# 大須賀惠
大須賀惠（1976年12月21日—），日本漫画家，千葉縣出身。
2002年於《少年Sundayー特別増刊R》（小学館）以出道。
2007年於《週刊少年Sunday》27號開始連載《魔王 JUVENILE REMIX》（原作為伊坂幸太郎）。

## 出道經過
高中時代已經畫滿數本用來投稿的漫畫，但始終沒有勇氣完成，且認為自己不可能成為漫畫家而放棄。之後因為設計工作而進入美術專門學校就讀，暫時遠離了漫畫。由於只有平面設計的職位空缺，便於平面設計公司就職，並為印刷廠及設計公司的關係而煩惱。然後記起自己「其實是想當漫畫家的」，而再度開始投稿。
首先以含有較少暴力元素的殺手漫畫為題材，創作戀愛故事向少女漫畫雜誌投稿，卻被建議向少年或青年漫畫雜誌投稿，於是改為向『週刊少年Sunday』投稿。之後持續繪製少年漫畫，並認為自己不適合而感到煩惱。後來收到伊坂幸太郎的小說魔王要漫畫化的消息，認為自己設計的角色一定會受到喜歡。
大須賀認為畫魔王其間，是自己首次感到畫漫畫是有趣的。

## 年表
- 1998年以「妖刀異変」得到第42回「小学館新人漫畫大賞」少年部門佳作獎。（得獎時21歳）[3]
- 2002年於『少年サンデー特別増刊R』發表「トンパチ」。
- 2004年於『サンデー超増刊』短期連載「炎の穴のヨミ」。同年於『週刊少年Sunday』發表「ジンの怪」。
- 2007年於『週刊少年Sunday』開始連載原作為伊坂幸太郎的「魔王 JUVENILE REMIX」。
- 2009年「魔王 JUVENILE REMIX」連載終結。
- 2009年7月12日於名古屋造形大學的公開講座「Super Lecture-2009」，演講漫畫的製作秘密。
- 2009年於『ゲッサン』11月月號開始連載「魔王 JUVENILE REMIX」的前傳「Waltz」。

## 作品列表

### 連載
- 炎の穴のヨミ（週刊少年Sunday-超2003年12月25日号 - 2004年2月25日號，短期集中連載）
- 魔王 JUVENILE REMIX（原作：伊坂幸太郎、週刊少年Sunday2007年27號 - 2009年30號）
- Waltz（原作：伊坂幸太郎、ゲッサン2009年11月号 - 2012年3月號）
- 死亡小說（VANILLA FICTION）：ゲッサン2012年9月號 -

### 讀切
- トンパチ（少年Sundayー特別増刊R 2002年4月15日號）
- うちのエンゲツ!（週刊少年Sunday-超 2002年11月25日號）
- 刃風のシジマ（週刊少年Sunday-超 2003年2月25日號）
- ジンの怪（週刊少年Sunday 2004年47號）
- 戦闘員家族（週刊少年Sunday-超 2006年7月25日號）

## 腳註
1. ↑  「ルーキー・トライアル」『少年Sundayー特別増刊R』（小学館）2002年4月15日號第620頁
2. 1 2  この段落は「大須賀めぐみ直撃インタビュー」『ジャンプスクエア』（集英社）參考2010年3月號第777頁
3. ↑  「第42回小学館新人コミック大賞少年部門発表」『週刊少年Sunday』（小学館）1998年30号、297頁

## 外部連結
- -ゲッサンWEB-：作品紹介 Waltz （页面存档备份，存于）
- まんが家バックステージ 大須賀めぐみ
- ジャンプスクエア・直撃インタビュー